# جايمي جوميز
جايمي جوميز (بالإنجليزية: Jaime Gomez)‏ هو لاعب غولف أمريكي، ولد في 18 مايو 1967 في أرلينغتون في الولايات المتحدة.

## وصلات خارجية
- جايمي جوميز على موقع رابطة لاعبي الغولف المحترفين (الإنجليزية)